# Râușor, Brașov
Râușor este un sat în comuna Mândra din județul Brașov, Transilvania, România.
Accesul se face din drumul național 1 (DN 1, E 68) după traversarea podului peste râul Sebeș și peste linia de cale ferată 200 Brașov-Sibiu, în partea stângă pe drumul județean 44DC 67 (DN 1 - Râușor - Ileni - Berivoi). Drumul este asfaltat în totalitate și se intersectează cu DC 104B (Făgăraș - Ileni - Sebeș) iar din centrul satului se poate ajunge, tot pe drum asfaltat, pe DC 107D în Făgăraș pe lângă Combinatul Chimic, trecând prin cartierul "Combinat".
Satul se află la o distanță de  5 km est de municipiul Făgăraș.
În anul 2015 parohia Râușor totaliza 456 de locuitori din care enoriași ortodocși 452.

## Istoric
Prima atestare documentară a satului Râușor datează din anul 1473 când voievodul Radu, fiul lui Vlad, donează satul boierului Stoica Nadeș.
În Râușor au avut origini multe familii boierești care făceau parte din Scaunul de Judecată al Cetății Făgărașului, numiți și "boieri assessori". Printre aceștia amintim de: Coman de Rusor, Costea de Rusor, Comsa de Rossel, care au avut un rol important prin deciziile pe care le-au luat în perioada cât au fost la scaunul de judecată.
Începând cu 1509 apar de mai multe ori împreună Coman și Costea situație foarte rar întâlnită înstructura acestor adunări. Alături de boierii din Recea și Hârseni sunt confirmați în jumătatea boieronatelor de Râușor și Bucium, boierii Coman, fiii răposatului Ivan, Stoian și Bârsan.

### Toponimia satului Râușor[4]
Odată cu începerea construirii Cetății Făgărașului în jurul anului 1455 locuitorii din satele Hârseni, Ileni, Copăcel, Mărgineni se ducea la tăiat lemne de foc și de construcție pe Valea Sebeșului în sus pentru aprovizionarea cetății.
Maiștrii de exploatare a lemnului din pădure au fost aduși din Tirolul austriac, dat fiind faptul că în acea perioadă Ardealul făcea parte din Imperiul Austro-Ungar. Aceștia au construit baraje (stăvilare) de acumulare a apei prevăzute cu portițe din lemn de brad și foioase, căptușite cu brazde de pământ și frunze în care lac se aruncau blane (trunchiuri de lemn crăpate) de 2 m lungime.
În partea de sud al actualului sat undeva pe partea stângă în locul numit și acum "Găvan" blanele erau scoase din râu și stivuite în "capre", iar de acolo erau duse cu căruțele în Făgăraș. Din cauza cantității mari de blane ce veneau pe râu era prea mare pentru terenul de la "Capre" s-a înființat  peste râu un depozit de lemne de foc denumit "Magazin" în suprafață de câteva hectare.
A fost adus de la Sebeș ca magazioner un anume Dîmboi care supraveghea ulterior lucrările de înmagazinare și distribuire a lemnelor. Acest Dâmboi a construit în "Dealul Magazinului" o casă, și-a întemeiat o familie și ulterior a coborât în sat, unde descendenții lui îi poartă numele de Dâmboiu.
Ca lucrători în acest punct de lucru veneau oameni din satele Toderița, Mândra iar mai puțini din satul Ileni și Făgăraș care se duceau seara acasă. Cei din Toderița și Mândra au început să își facă bordeie pentru a fi mai aproape de punctul de lucru, apoi case în partea de răsărit a râului Sebeș la cca. 500-1000 de m, în locul numit și astăzi "În Cotun" (cu alte denumiri: Cioampa, Peste Vale, Pe Bucutea).
Puțin mai târziu pentru a reduce cheltuielile cu transportul lemnelor spre Făgăraș, la ieșirea din satul Ileni s-a construit, direct spre Făgăraș, un canal de cca. 2 m lungime și 2 m adâncime pe care erau îndrumate blanele.
Acestui canal localnicii i-au dat numele de "Sebeșel" care avea debitul jumătate față de cel al râului Sebeș.
Localnicii din josul pârâului Sebeșel i-au dat numele de "Râușor", iar în alte părți, de ex. în părțile Berivoliului un astfel de râu mic se numește "Râuleț". 
Râul Sebeș izvorăște din Munții Făgăraș, mai exact din Muntele Berivoiul Mare provenind din confluența râurilor Țiganu și Buzduganu și trece prin satele Măliniș, Sebeș, Hârseni, Ileni și Râușor după care se varsă în râul Olt la 1 km de Drumul Național 1.
Râul Sebeș este denumit de localnicii din satul Râușor cu numele de "Vale", "La Vale".
Toponimia pare să vină din denumirea "râu ușor" confirmat și în alte surse scrise.

### Agricultura și creșterea animalelor[5]
Agricultura și creșterea animalelor au fost principalele ocupații ai locuitorilor Țării Făgărașului și implicit ale Râurenilor. Pâmântul a însemnat pentru aceste așezări, sursa lor de venit, acesta fiind împărțit în mai multe categorii:
- arabil
- fâneață (o parte din fâneață este livadă)
- pășunat
- ogor care era îmbogățit cu îngrășământ natural provenit de la animalele sătenilor, acesta era într-un an cultivat cu cartofi, în alt an grâu, s.a.m.d.[5]

## Tradiții și obiceiuri
Ceata de flăcăi

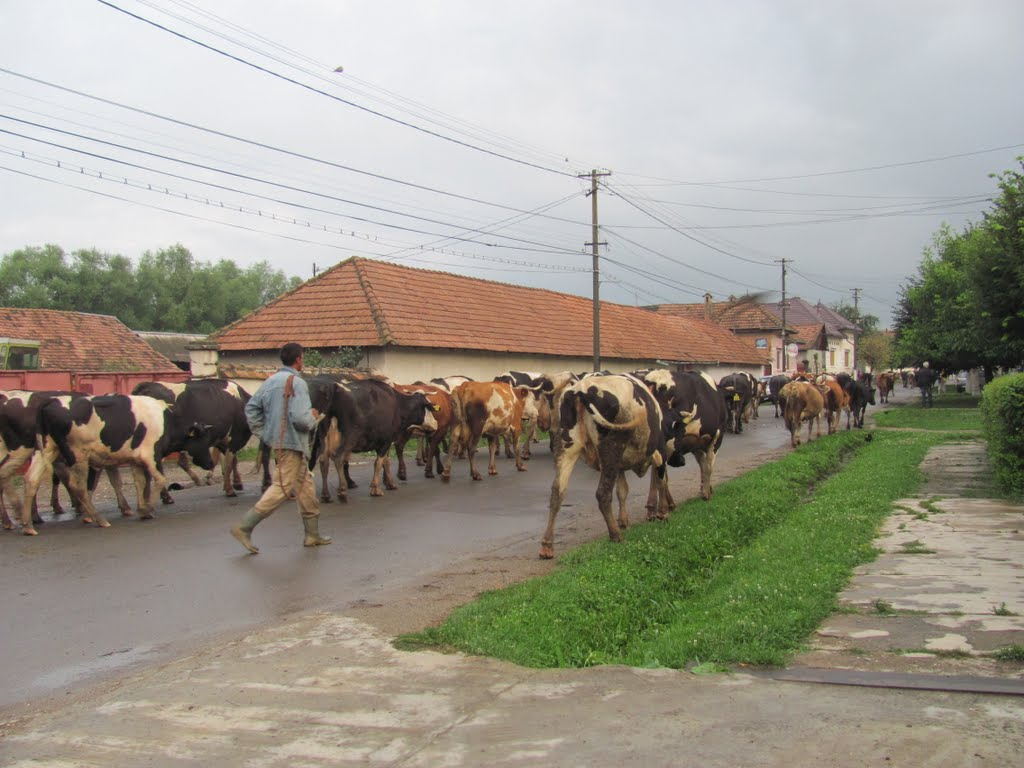
Satul Râușor, comuna Mândra - Ciurda vara

În satul Râușor ceata de feciori este formată de zece tineri, care mai demult trebuiau să aibă stagiul militar satisfăcut, care se adună în preajma sărbătorilor de Crăciun. Astfel, în Ajunul Marelui Praznic, această ceată de feciori merge la colindat din poartă-în-poartă cântând colinde și vestind Nașterea Domnului. A doua zi se organizează "jocul" la Căminul Cultural.
Șezătoarea
Un alt obicei, specific femeilor, era șezătorea. Sătencele se adunau seară de seară la gazdă unde coseau, torceau și cântau. Sezătoarea a reprezentat metoda de bază prin care s-au transmis, din generație în generație, meșteșugurile, cântecele populare, strigăturile și chiar bocetele.
Previziuni meteo populare
În popor se crede până în zilele nostre că se poate face o prognoză meteorologică, o previziune a vremii pentru întregul an care urmează, cu foi de ceapă și anume în seara de Anul Nou se pun douăsprezece foi de ceapă pe masă, curățate de foi, în ordine, ca lunile anului. Se așează cu scobitura în sus, se pune sare în acea scobitură și în dimineața Anului Nou se urmăresc pentru concluzii. Dacă foile de ceapă sunt mai uscate, atunci lunile respective vor fi mai uscate, iar cele mai umede prevăd luni mai bogate în precipitații.
Zilele Lupilor

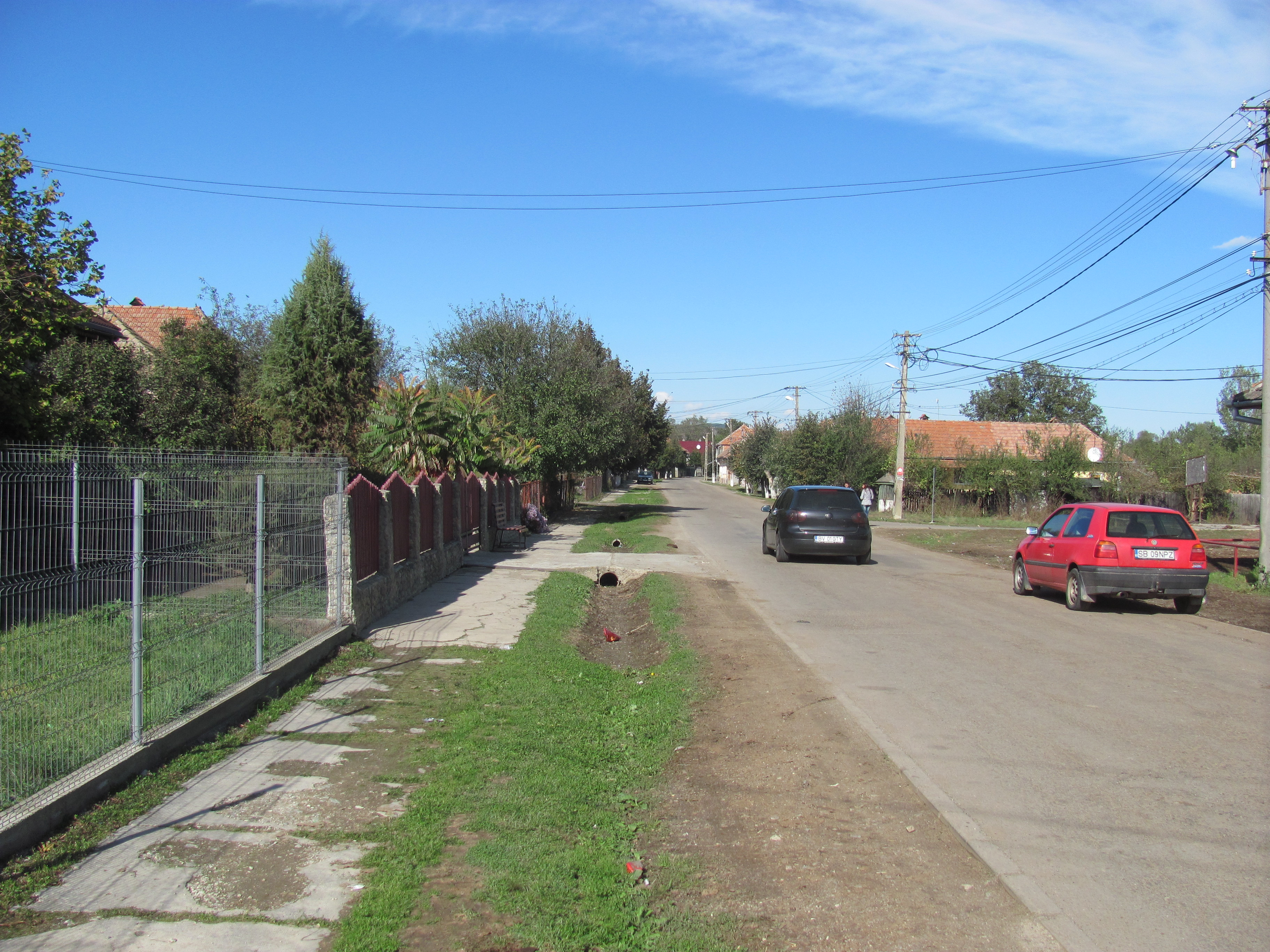
Satul Râușor - Vedere spre josul satului

În credința oamenilor din Râușor, primele trei zile din luna februarie, erau cunoscute ca zilele lupilor. Tradiția spune că în această perioadă lupul are voie să mănânce trei persoane. Se spune că o femeie avea trei fete pe care le-a trimis pe rând după apă la râu, în primele zile din Februarie. Văzând că fetele ei nu mai vin înapoi, aceasta s-a dus la râu și ajungând acolo, a văzut lupul sătul care stătea pe malul apei. Lupul i-a spus că nu mai are voie să mănânce nimic în acea zi iar femeia și-a dat seama că era într-una din acele zile în care lupul mânca oameni.
Din cauza acestei tradiții, în zilele de 1, 2 și 3 februarie femeile nu lucrau și nu mergeau la vale să spele sau să aducă apă de teama lupilor.
Vinerea, zi de odihnă
Vinerea era considerată zi de odihnă în tradiția satului Râușor, fiind considerată în trecut o a doua Duminică. În acea zi nu se făcea pâine, nu se spăla cu leșie, nu se făcea mâncare, nu se cosea și nu se torcea, fiind zi de târg udne femeile mergeau la Făgăraș să-și facă cumpărăturile, iar bărbații stăteau acasă să aibă grijă de familie și animale.

## Eroii satului din Primul Război Mondial respectiv din cel de-al Doilea
Jertfa de sânge pentru patrie a fost dată și de locuitorii Râușorului, ai Țării Făgărașului. 
Amintim de eroii din Primul Război Mondial:
1. ALBU Nicolae
2. ARSU Ilie
3. COMȘULEA Gherasim; COMȘULEA Nicolae și COMȘULEA Ilie
4. FĂGĂRĂȘAN Cornel
5. DÎMBOI Nicolae
6. OANCEA Ioan
7. MAN Ioan
8. MILEA Tămaș
9. NĂFTĂNĂILĂ Ilie
10. POP Nicolae
11. PICĂ Ilie și PICĂ Ioan
12. PĂIȘ Damaschin
13. PROCOVIȚĂ Ioan
14. ROȘCA Constantin; ROȘCA Ioan; ROȘCA IOAN (II); ROȘCA Ilie; ROȘCA Nicolae
15. ȘONER Ioan
16. ȚERCHEA Nicolae

Amintim de eroii din cel de-al Doilea Război Mondial:
1. Lt. DÎMBOI Ioan
2. Sl. ROȘCA Ioan
3. Sg. ROHAN Mihai
4. DÂMBOI Emilian
5. CORNEA Matei
6. BĂRDAȘ Ilie
7. ROȘCA Gheorghe

DUMNEZEU SĂ-I ODIHNEASCĂ!

## Perioada modernă și Rezistența Anticomunistă:

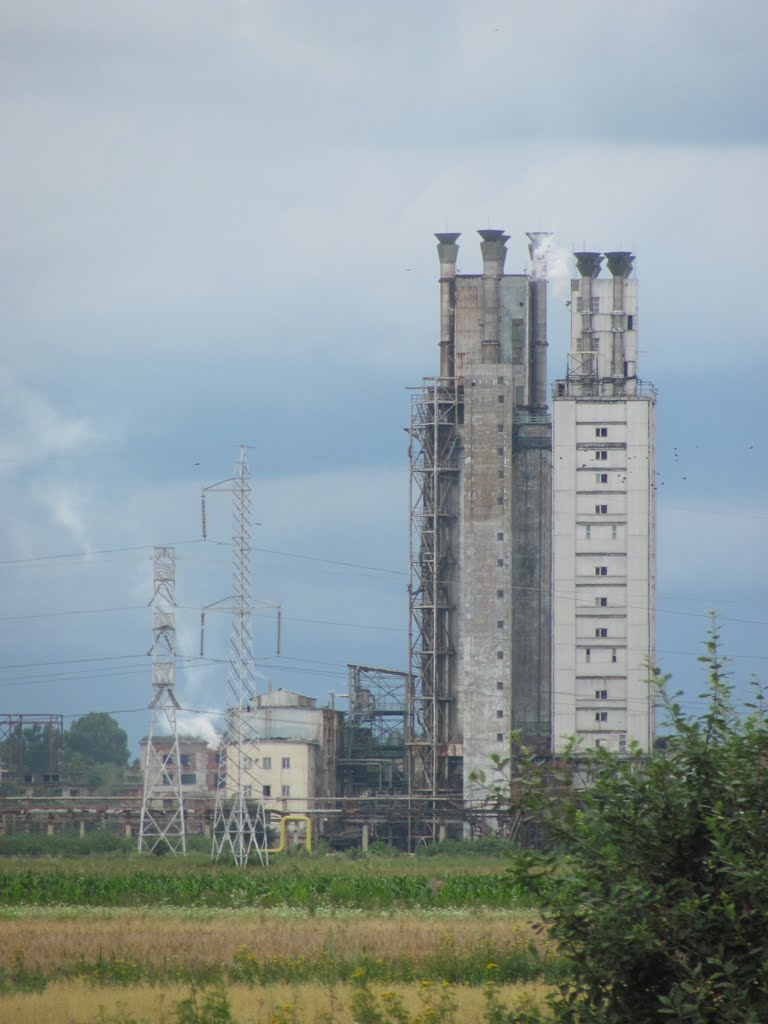

Între cele două războaie mondiale dar și după cel de-al Doilea Război Mondial, economia Țării Făgărașului, și în special a satului Râușor, au cunoscut o dezvoltare progresivă și susținută.
Odată cu apariția Combinatului Chimic Făgăraș în anul 1922, o mare parte dintre săteni s-au angajat la Combinat, pe lângă activitatea lor de agricultori, crescători de animale, aceștia aveau un venit financiar substanțial din munca pe care o prestau în cadrul Combinatului Chimic Făgăraș. 
Ulterior cu dezvoltarea industrială și cu construirea altor fabrici, cum ar fi U.P.R.U.C. (Uzina de Prototipuri Reparații Utilaj Chimic), a fabricii F.M.F.P.M.P (Fabrica de Mecanică Fină și Prelucrări Mase Plastice) - denumită mai apoi METALOPLAST, toate aceste fabrici și altele. și-au pus amprenta puternic asupra structurii sociale a populației Râușorului.
Începând cu anii 1956 odată cu începerea procesului Colectivizării (proces care s-a încheiat în anii 1960-1962) și înființării C.A.P.-urilor, structura socială a satului avea să sufere din plin întrucât Regimul Comunist a confiscat de la săteni multe animale și pe mulți i-au forțat fie să lucreze la CAP, fie la Combinatul Chimic, iar pe cei care aveau origini "burgheze" au fost duși la muncă forțată.

#### Rezistența Anticomunistă
În Râușor au existat multe persoane care s-au împotrivit regimului comunist în primii ani de după alegerile fraudate din 1946. În anul 1950 Securitatea a organizat o mare acțiune de represiune - acțiune datorată colaboraționiștilor care furnizau date despre aceste persoane - astfel că Securitatea a trecut la asedierea satului în miez de noapte, cu un efectiv de 120 de agenți, împărțiți în patru grupe și mergând la adăposturile unde informatorii ar fi bănuit că se ascund partizanii.
În acest asediu, în casa lui Aron Comșulea a fost prins studentul Ioan Duminică - originar din Aluniș-Olt, iar la două case vecine locuite de Valer Pică și Iacob Juncu, a fost prins Gheorghe Arsu cel care asigura paza în stradă. Aceștia au fost torturați, condamnați de Tribunalul Militar și uciși.
Printre cei care au luptat împotriva regimului comunist îi menționăm pe: Ilarie Bărdaș, Vichente Comșulea, Aftanase Comșulea, Iacob Juncu (mort în detenție), Vichente Marcu, Toma Metea, Ion Mitruț, Valer Pică.

## Biserica parohială

Biserica din Sus

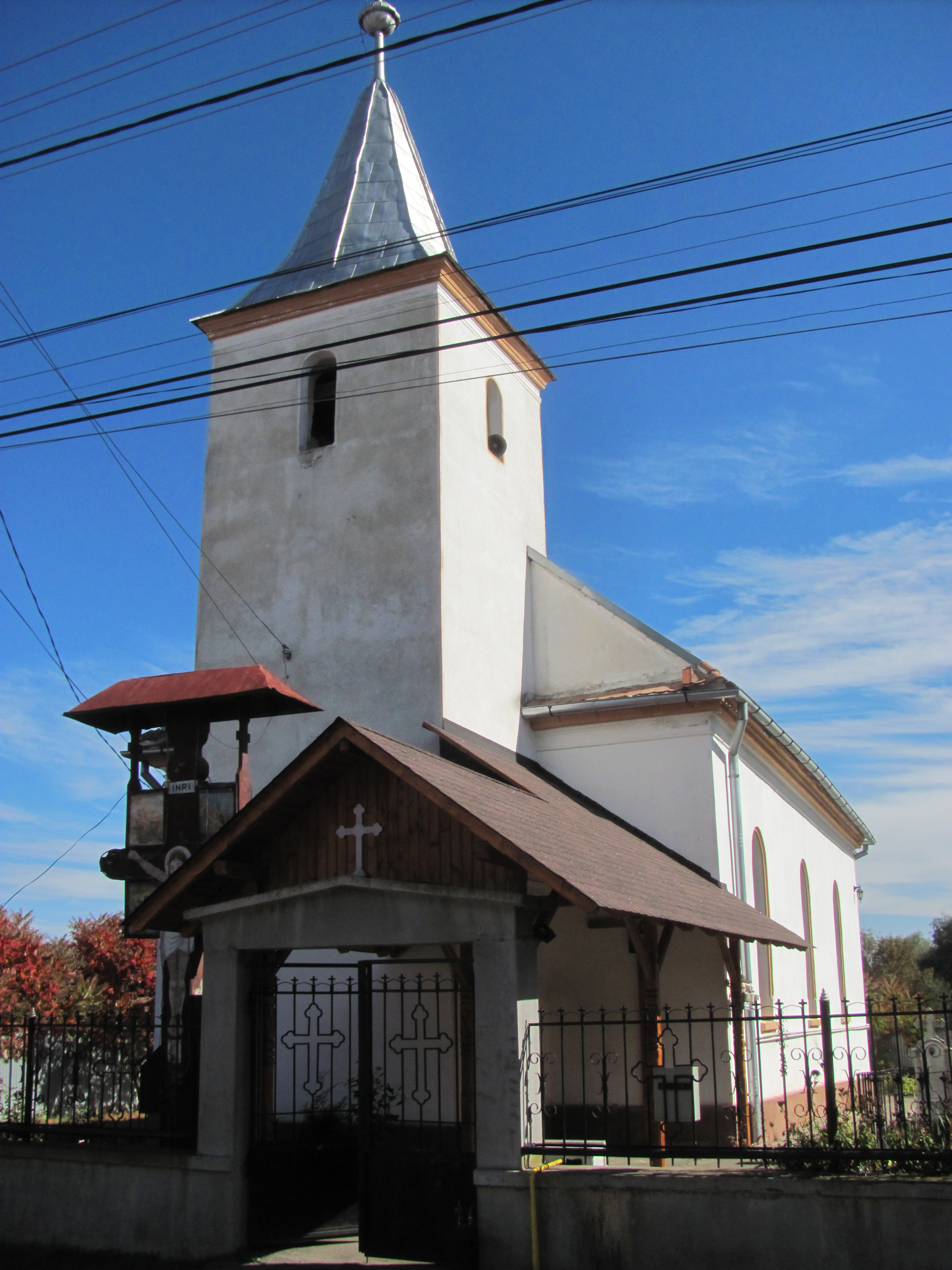
Biserica din Jos

Înainte de anul 1700 înainte de apariția greco-catolicismului, în satul Râușor erau două biserici ortodoxe cea "din jos" purtând hramul "Sfintei Parascheva și Sf. Andrei"; și biserica "din sus" purtând hramul "Sf. Cuvioasa Parascheva", fiecare dintre ele având istoria sa. Exista o biserică de lemn construită pe dealul Cioampa și alta în mijlocul satului construită în anul 1698, pe vremea lui Constantin Brâncoveanu, de către o femeie care se numea Stanca Neacșu.
După inițiativa împărătesei Maria Tereza de a catoliciza Ardealul, în urma unei sentințe din anul 1779 dată de Tribunalul Făgăraș, motivația instanței de judecată fiind următoarea: „cei ortodocși fiind mai mulți, pot să își construiască altă biserică ”.
Biserica din mijlocul satului (Biserica din Sus) a trecut în folosința greco-catolicilor, deși inițial doar trei familii au trecut la acest cult și a rezistat în forma ei veche până la incendiul din anul 1810 când este complet distrusă, fiind necesară construirea unei biserici noi.
Până în anul 1867 biserica nu avea turn, acesta fiind construit de Avisalon Popp, iar clopotul fiind dăruit de Gheorghe Obor. Ulterior anului 1916 clopotul a fost furat de unguri și dus la topit.
După anul 1948 Biserica Unită (din sus) revine la cultul ortodox împreună cu toți enoriașii care aparțineau acesteia.
Biserica din Jos a fost construită între anii 1782-1793 de către comunitatea ortodoxă a satului, având aceeași formă arhitecturală cu cea confiscată de regimul Mariei Tereza. Biserica ortodoxă a fost sfințită în anul 1793 de preotul Ioan Vass împreună cu un sobor de preoți.
Aspectul de azi îl are în urma lucrărilor de reparație și extindere din anul 1908-1909, fiind ulterior reparată în anul 1951 de pr. Darie Ciobanu și în anul 1975 de pr. Victor Dâmboiu.
Sub păstorirea pr. Vasu Ioan-Nicolae s-au înlocuit gardul de împrejmuire a curții bisericii în anul 1988, s-a reparat acoperișul cu lemnărie și țiglă nouă, s-a montat un iconostas nou din lemn de stejar sculptat și s-au repictat pereții interiori între anii 2007-2009 de către pictorii Virgil și Livia Pavel din Sibiu.
Bisericile au următoarele dimensiuni constructive:
- Lungime: 14 m
- Lățime: 7,15 m
- Înălțime: 11,50 m

Stilul arhitectural se încadrează în forma de corabie, în stilul bazilicii romane, cu patrulater alungit care spre răsărit se termină într-un semicerc de pereți plani, cu acoperăminte mai mult plane decât semirotunde.

## Personalități
- Preotul Vichente Popa Grama (n. 1852 - d. 1930) a fost o personalitate importantă a satului Râușor, fiind de altfel și eroul satului, voluntar în războiul din 1877 pentru Independență și preot al satului între anii 1878-1914.[8]

Acesta s-a născut în anul 1852 urmând mai apoi cursurile școlii primare din satul Râușor, a terminat apoi școala grănicerească și a urmat cursurile școlii de preoți din Sibiu. În timpul studiilor însă, împreună cu alți prieteni, au fugit de autoritățile austriece pentru că erau ortodocși.
Ajungând la Câmpulung Muscel în anul 1877 s-a înscris ca voluntar în armata română participând în războiul contra turcilor, făcând parte din Regimentul 2 linie unde a participat și pe fronturile din Bulgaria participând la luptele de la Grivița și Smârdan. De asemenea a luat parte la încercuirea armatei turcești la Plevna și a fost prezent la predarea lui Osman Pașa. Pentru meritele sale a fost decorat de Țarul Alexandru al II-lea al Rusiei cu cea mai mare decorație a vremii Crucea Sfântului Gheorghe, iar de Carol I al României cu Ordinul Steaua României în grad de cavaler.
După război, preotul Vichente Popa Grama și-a continuat studiile și a fost hirotonit preot în satul natal.

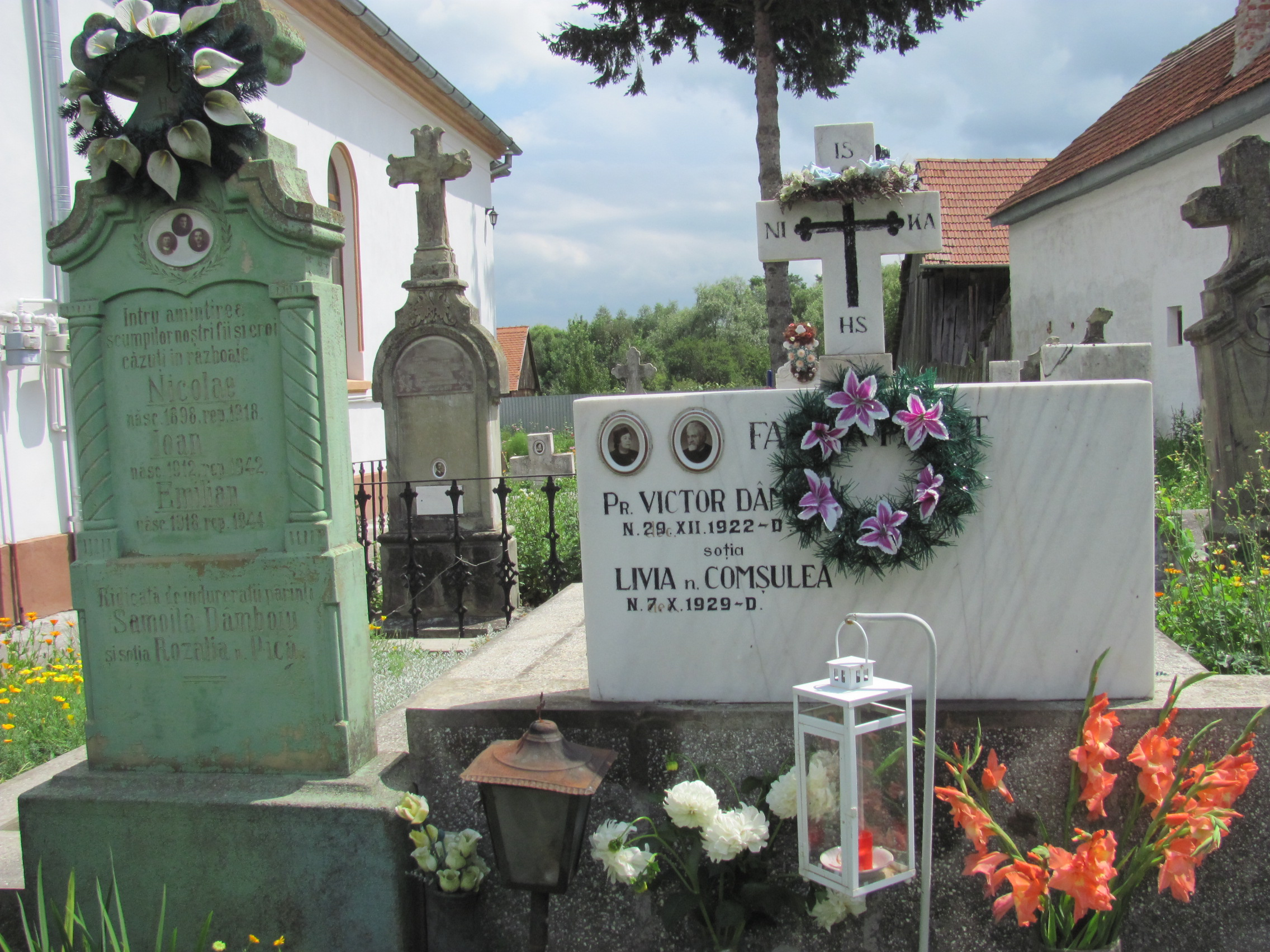
Placă comemorativă Pr. Victor Dâmboiu

- Preotul Victor Dâmboiu (n. 1922 - d. 2003) a fost preot paroh în satul Râușor între anii 1969-1986 și luptător în rezistența anticomunistă după perioada ocupării României de către sovietici după anul 1944.[8]

S-a născut la 29 noiembrie 1922 în satul Râușor fiind al unsprezecelea copil al lui Samoilă și a Rozaliei. Tatăl său a făcut parte dintre luptătorii "memorandiști" fiind ulterior judecat la Târgu Mureș. Preotul Victor Dâmboiu a urmat școala normală de patru ani în Făgăraș după care și-a continuat studiile la Sibiu între anii 1938-1942. S-a înscris la Facultatea de Teologie în anul 1942 dar a trebuit sa renunțe la studii întrucât a fost încorporat în armată și trimis pe front.
În anul 1947 a absolvit facultatea de Teologie fiind hirotonisit preot și trimis la parohia din Șinca Nouă. În anul 1949 a fost arestat de Securitate pentru predici anticomuniste, a fost anchetat și bătut de organele statului mai apoi fiind eliberat sub observație strictă.
În anul 1952 a fost repartizat la parohia din Drăguș de unde a ajutat cu mâncare și informații luptătorii rezistenței anticomuniste care activau în Munții Făgăraș. În anul 1957 este trădat de învățătorul Borza, arestat și condamnat la 10 ani de muncă silnică pentru "complot și uneltire împotriva Statului", motivul real fiind refuzul de a oferi informații cu privire la spovedania unor persoane căutate de Securitate.
Este închis între anii 1957-1964 la Sibiu, Codlea, Jilava, Galați, Brăila și Balta Mare a Brăilei unde suferă cele mai dure condiții de detenție, umilințe și bătăi din partea gardienilor. Iese din închisoare în anul 1964 însă Arhiepiscopia Sibiu refuză să îl angajeze. Se vede nevoit să lucreze ca ziler o perioadă până când primește parohii sărace în satele Sărata, Colun și Obreja.
Revine ca preot în satul Râușor începând din anul 1969 și slujește acolo până la pensionarea sa în anul 1986. După Revoluția din anul 1989 solicită Eparhiei Sibiu reangajarea sa ca preot însă este refuzat. Preotul Victor Dâmboiu considera că după ce a ieșit de la închisoare a fost tratat de Biserica Ortodoxă ca un trădător.
Se stinge din viață din cauza unor probleme cardiace la spitalul din Făgăraș în anul 2003.
- Victor Roșca (n. 17 decembrie 1926), inginer, fost luptător anticomunist și deținut politic (7 ani), redactor-șef al revistei literare Candela de Montreal (Canada)